# US Championship V'Ball
US Championship V'Ball, eller bara V'Ball, är ett beachvolleybollspel från 1988, släppt i arkadhallarna av Technōs Japan Corporation. Arkadversionen utgavs i Nordamerika av Taito. En NES-version utgavs av Nintendo i Nordamerika samt PAL-regionen, under namnet Super Spike V'Ball. Spelet släpptes även till Sharp X68000 i Japan.
Banorna är förlada till Daytona Beach, New York, Los Angeles och Hawaii.

### Fotnoter
1. ↑  ”Superspike V'Ball” (på svenska). Nintendomagasinet (Kungsbacka: Atlantic) (2 1992):  sid. 10 (Power Player). februari 1992. Läst 15 april 2014.